# 等差数列
等差数列，又名算术数列，是数列的一种。在等差数列中，任何相邻两项的差相等，该差值称为公差（common difference）。
例如数列：
3, 5, 7, 9, 11, 13, ...
就是一个等差数列。 在这个数列中，从第二项起，每项与其前一项之公差都相等。

## 性质
如果一个等差数列的首项記作 a1，公差記作 d，那么该等差数列第 n 项 an 的一般項为：
{\displaystyle a_{n}=a_{1}+(n-1)d}
換句話說，任意一個等差数列 {an} 都可以寫成
{\displaystyle \{a\,,\,\,a+d\,,\,\,a+2d\,,\,\cdots \,,\,\,a+(n-1)d\}}
在一個等差數列中，給定任意兩相連項 an+1 和 an ，可知公差
{\displaystyle d=a_{n+1}-a_{n}}
給定任意兩項 am 和 an ，則有公差
{\displaystyle d={\frac {a_{m}-a_{n}}{m-n}}}
此外，在一個等差数列中，選取某一項，該項的前一項與後一項之和，為原來該項的兩倍。舉例來說，a1 + a3 = 2a2。
更一般地說，有：
{\displaystyle a_{n-1}+a_{n+1}=2a_{n}}
證明如下：
{\displaystyle {\begin{aligned}a_{n-1}+a_{n+1}&=[a+(n-2)d]+(a+nd)\\&=2a+(2n-2)d\\&=2[a+(n-1)d]\\&=2a_{n}\\\end{aligned}}}
證畢。
從另一個角度看，等差數列中的任意一項，是其前一項和後一項的算術平均：
{\displaystyle a_{n}={\frac {a_{n-1}+a_{n+1}}{2}}}
此結果從上面直接可得。
如果有正整數 m, n, p, q，使得 {\displaystyle m+n=p+q}，那么则有：
{\displaystyle a_{m}+a_{n}=a_{p}+a_{q}}
證明如下：
{\displaystyle {\begin{aligned}a_{m}+a_{n}&=[a+(m-1)d]+[a+(n-1)d]\\&=2a+(m+n-2)d\\&=2a+(p+q-2)d\\&=[a+(p-1)d]+[a+(q-1)d]\\&=a_{p}+a_{q}\\\end{aligned}}}
由此可將上面的性質一般化成：
{\displaystyle a_{n-k}+a_{n+k}=2a_{n}}
{\displaystyle a_{n}={\frac {a_{n-k}+a_{n+k}}{2}}}
其中 k 是一個小於 n 的整數。
給定一個等差數列 {\displaystyle \{a_{n}\}}，則有：
- {\displaystyle \{b+a_{n}\}} 是一個等差數列。
- {\displaystyle \{b\cdot a_{n}\}} 是一個等差數列。
- {\displaystyle \{b^{a_{n}}\}} 是一個等比數列。
- {\displaystyle \{{\frac {b}{a_{n}}}\}} 是一個等諧數列。

從等差數列的一般項可知，任意一個可以寫成
{\displaystyle a_{n}=p+qn}
形成的數列，都是一個等差數列，其中公差 d = q，首項 a = p + q。

## 等差數列和
一個等差數列的首 n 項之和，稱為等差数列和（sum of arithmetic sequence）或算術級數（arithmetic series），記作 Sn。
舉例來說，等差數列 {1, 3, 5, 7} 的和是 1 + 3 + 5 + 7 = 16。
等差數列求和的公式如下：
{\displaystyle {\begin{aligned}S_{n}&={\frac {n}{2}}\,(a+a_{n})\\&={\frac {n}{2}}[2a+(n-1)d]\\&=an+d\cdot {\frac {n(n-1)}{2}}\end{aligned}}}
等差数列和在中文教科書中常表达为:
一个等差数列的和，等于其首项与末项的和，乘以项数除以2。
公式證明如下：
将等差數列和写作以下两种形式：
{\displaystyle S_{n}=a+(a+d)+(a+2d)+\dots +[a+(n-2)d]+[a+(n-1)d]}
{\displaystyle S_{n}=[a_{n}-(n-1)d]+[a_{n}-(n-2)d]+\dots +(a_{n}-2d)+(a_{n}-d)+a_{n}}
将两公式相加来消掉公差 d，可得
{\displaystyle \ 2S_{n}=n(a+a_{n})}
整理可得第一種形式。
代入 {\displaystyle a_{n}=a+(n-1)d}，可得第二種及第三種形式。
從上面的第三種形式展開可見，任意一個可以寫成
{\displaystyle S_{n}=pn+qn^{2}}
形成的數列和，其原來數列都是一個等差數列，其中公差 d = 2q，首項 a = p + q。

## 等差数列积
一個等差數列的首 n 項之積，稱為等差数列積（product of arithmetic sequence），記作 Pn。
舉例來說，等差數列 {1, 3, 5, 7} 的積是 1 × 3 × 5 × 7 = 105。
等差数列積的公式较為复杂，須以Γ函數表示：
{\displaystyle P_{n}=d^{n}\cdot {\frac {\Gamma ({\frac {a}{d}}+n)}{\Gamma ({\frac {a}{d}})}}}
證明如下：
{\displaystyle {\begin{aligned}P_{n}&=a\cdot (a+d)\cdot (a+2d)\cdot \cdots \cdot [a+(n-1)d]\\&=d^{n}\cdot \left({\frac {a}{d}}\right)\cdot \left({\frac {a}{d}}+1\right)\cdot \left({\frac {a}{d}}+2\right)\cdot \cdots \cdot \left[{\frac {a}{d}}+(n-1)\right]\\&=d^{n}\cdot {\left({\frac {a}{d}}\right)}^{\overline {n}}\\&=d^{n}\cdot {\frac {\Gamma ({\frac {a}{d}}+n)}{\Gamma ({\frac {a}{d}})}}\\\end{aligned}}}
這裡的 {\displaystyle x^{\overline {n}}} 为 x 的 n 次上升阶乘幂，例子如 {\displaystyle 1.1^{\overline {3}}=1.1\times 2.1\times 3.1} 。
使用上面的例子，對於數列 {1, 3, 5, 7} ：
{\displaystyle {\begin{aligned}P_{4}&=2^{4}\cdot {\frac {\Gamma ({\frac {1}{2}}+4)}{\Gamma ({\frac {1}{2}})}}\\&=16\cdot {\frac {11.6317\dots }{1.77245\dots }}\\&=105\end{aligned}}}
結果相等。